# Clefs
Clefs is een voormalige gemeente in het Franse departement Maine-et-Loire in de regio Pays de la Loire en telt 869 inwoners (1999). De plaats maakt deel uit van het arrondissement Saumur.

## Geschiedenis
Tot 1 januari 2013 was Clefs een zelfstandige gemeente. Op die datum werd met het Vaulandry samengevoegd tot de nieuwe fusiegemeente Clefs-Val d'Anjou. Op 1 januari is de gemeente weer opgeheven en zijn de Clefs en Vaulandry deelgemeenten geworden van Baugé-en-Anjou.

## Geografie
De oppervlakte van Clefs bedraagt 25,8 km², de bevolkingsdichtheid is 33,7 inwoners per km².
De onderstaande kaart toont de ligging van Clefs met de belangrijkste infrastructuur en aangrenzende gemeenten.

## Demografie
Onderstaande figuur toont het verloop van het inwonertal.
Baugé · Bocé · Chartrené · Cheviré-le-Rouge · Clefs · Cuon · Échemiré · Fougeré · Le Guédeniau · Saint-Quentin-lès-Beaurepaire · Vaulandry